# Cuitlauzina convallarioides
Cuitlauzina convallarioides är en orkidéart som först beskrevs av Rudolf Schlechter, och fick sitt nu gällande namn av Robert Louis Dressler och Norris Hagan Williams. Cuitlauzina convallarioides ingår i släktet Cuitlauzina, och familjen orkidéer. Inga underarter finns listade i Catalogue of Life.